# Warcraft III: Reign of Chaos
Warcraft III: Reign of Chaos ist ein Echtzeit-Strategiespiel des US-amerikanischen Spielentwicklers Blizzard Entertainment und die Fortsetzung von Warcraft II: Tides of Darkness. Das Computerspiel erschien 2002, ein Jahr später erfolgte die Veröffentlichung der Erweiterung The Frozen Throne. 2004 wurde das MMORPG World of Warcraft veröffentlicht, das an die Handlung von The Frozen Throne anknüpft. Damit ist Warcraft III: The Frozen Throne das letzte auf dem Warcraft-Franchise basierte Echtzeit-Strategiespiel. Mit Warcraft III: Reforged erschien 2020 ein Remaster.

## Handlung
Die Handlung von Warcraft III ist in fünf inhaltlich aufeinander folgende Spielkampagnen, intern als Kapitel bezeichnet, gegliedert. Dabei stellt das erste Kapitel (Der Auszug der Horde) die Einführung dar und ist vergleichsweise kurz. Darauf folgen vier Kapitel mit steigender Schwierigkeit, die jeweils einer der spielbaren Fraktionen zugeordnet sind:
Die Geißel von Lordaeron: Dieses Kapitel handelt von Prinz Arthas von Lordaeron und seinem Kampf gegen die marodierenden Orks und die untote Geißel. In späteren Missionen führt Arthas einen Kreuzzug gegen das Heimatland der Geißel, wo er, trotz seiner Siege gegen die Untoten, vom dämonischen Schwert Frostmourne/Frostgram verdorben wird und schließlich sogar seinen Vater, den König, ermordet.
Pfad der Verdammten: Nach seiner Korrumpierung durch Frostmourne ist Arthas nun einer der Anführer und Helden der Untoten. Zusammen mit dem Lich Kel'Thuzad vernichtet er ein Reich der Menschen und das der Hochelfen, um der Invasion einer dämonischen Armee den Weg zu ebnen.
Die Invasion von Kalimdor: Dieses Kapitel handelt vom Volk der Orks, die sich, angeführt von Kriegshäuptling Thrall, auf dem wilden Kontinent Kalimdor eine neue Heimat aufbauen und dabei sowohl mit der Urbevölkerung als auch mit einem Bürgerkrieg konfrontiert werden. Thrall begibt sich mit den Tauren zu einem Orakel, an dem sich auch die Menschen, ihre Feinde, befinden. Das Orakel, ein Prophet, sagt ihnen, sie sollen sofort aufhören, sich zu bekämpfen. Die Menschen verbünden sich mit den Orks, um gemeinsam gegen die Invasion der Brennenden Legion zu kämpfen.
Ende der Ewigkeit: Die letzte Kampagne von Warcraft III handelt vom Kampf des alten Volks der Nachtelfen gegen die dämonische Invasion. In den letzten Missionen schließen die Elfenanführer und Protagonisten Tyrande und Malfurion ein Bündnis mit den Menschen und Orks, um den gottgleichen Gebieter der Dämonen ein für alle Mal zu vernichten. Dies tun sie, indem sie Lord Archimonde, dem Anführer aller Untoten und Dämonen und Führer der Invasion, eine tödliche Falle stellen.

## Mehrspieler

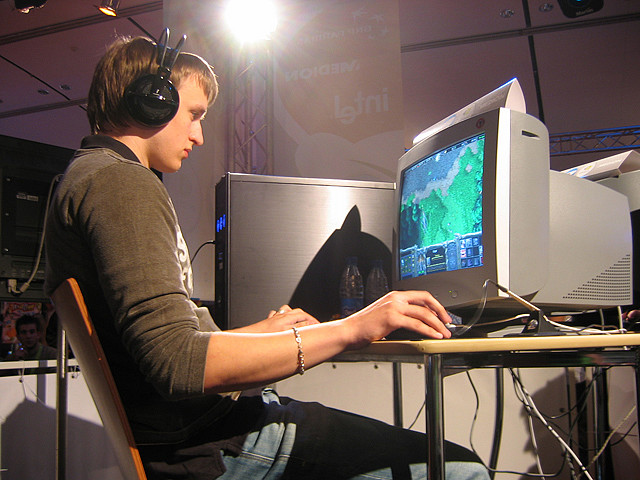
Ein Spieler spielt Warcraft III beim ESWC 2005

Wie schon im Vorläufer kann Warcraft III im Mehrspieler-Modus über das Internet gespielt werden. Hierfür stattete Blizzard das kostenlose Battle.net mit neuen Funktionen speziell für Warcraft III aus.
Neben den von Spielern gehosteten Spielen gibt es einen Automatismus, der dem Spieler hilft, entsprechend seinem Niveau passende Mitspieler zu finden. Dazu erstellt Battle.net auf Wunsch automatisch Paarungen zwischen Spielern, die anhand der vergangenen Partien etwa gleich stark bewertet werden. Wöchentlich wurden im Jahre 2005 durchschnittlich um zwei Millionen solcher Spielrunden gezählt.
Weiterhin gibt es eine große Anzahl an selbsterstellten Karten. Die bekannteste ist Defense of the Ancients (DotA), welche sogar eine eigene Liga hat und als Gründer des MOBA-Genres gilt. Außerdem gibt es noch zahlreiche andere Spielmodi, welche durch diese selbsterstellen Karten zur Verfügung stehen, dazu gehören u. a.:
- Arenen: Hier bekommen Spieler einen Charakter und kämpfen gegen andere Charaktere: zu diesem Prinzip gehört DotA
- „Footmen“: Hier bekommt jeder sehr viele Einheiten, die aufeinander losgelassen werden, für jede getötete gegnerische Einheit bekommt man Gold und kann seine Einheiten ausbauen.
- „Hero Defences“: Als Held (einzige Einheit) muss man große Wellen von computergesteuerten Einheiten abwehren. Mit der Zeit bekommt man Erfahrung und Geld, womit der Held immer stärker wird.
- RPG-Karten: Diese sind Karten, in denen man Charaktere entwickelt, welche aber am Ende jeder Karte gespeichert und bei einem neuen Spiel wieder abgerufen werden können. Diese Karten sind wesentlich größer.
- „Spawnings“: Man baut nur Gebäude, die in bestimmten Zeitintervall Einheiten ausbildet, die selbständig auf die gegnerische Seite laufen und dort angreifen. Man kann diese nicht steuern, sondern sich nur durch Forschung, Spezialgebäude und Position der einheitenbildenden Gebäuden einen Vorteil verschaffen.
- Turmverteidigungs-Karten, im Spiel als Tower Defense (TD) bekannt
- „Wars“: Hier sendet man dem Gegner Einheiten, welche besiegt werden müssen, während man seinerseits abwehrt, was immer der Gegner schickt. Verloren hat der, welchem es nicht mehr gelingt, genügend gegnerische Einheiten zu töten.
- Es gibt noch eine Vielzahl sonstiger Karten, die in keine Kategorie eingesteckt werden können. Neben vielen Geschicklichkeitsspielen gibt es sogar Karten, die diverse Fähigkeiten wie Kopfrechnen, Pokerspielen oder eine schnelle Reaktionsgeschwindigkeit fordern.

Für jedes angelegte Benutzerkonto wird, ausgehend von den absolvierten sogenannten Ladderspielen, eine eigene Statistik erstellt, die die Spielstärke eines Spielers darstellt. Aus diesen gesamten Spielerdaten erstellt Blizzard eine Rangliste, die im Internet veröffentlicht und täglich aktualisiert wird. Ebenfalls dort zu finden sind detaillierte Statistiken eines jeden Spielers. Wer weit vorne in dieser Liste zu finden ist, kann sich gute Chancen ausrechnen, einen Sponsor oder bekannten Clan zu finden, der den Aufstieg zum Pro-Gamer ermöglicht.
Warcraft III ist ein seit seinem Erscheinen sehr beliebter E-Sport Titel. 18 Jahre nach dem Erscheinen des Spiels kündigten die Electronic Sports League und die DreamHack an, gemeinsam Weltmeisterschaften ausrichten zu wollen. Der Preisgeldpool wurde auf 200.000 US-Dollar festgelegt. Das erste Turnier wird die Dreamhack Anaheim 2020 sein.

## Editor
Dem Spiel liegt ein kostenloser Welten-Editor bei. In diesem kann man seine eigenen Welten bauen und schon vorhandene bearbeiten. Außer grafischen Welten kann man auch mit sogenannten Triggern, welche auf der Bedingte Anweisung und Verzweigung basieren, das Spiel modifizieren. Für weiterreichende Arbeiten kann man mit der Programmiersprache Jass arbeiten oder mit verschiedenen Programmen seine eigenen Modelle erstellen und einfügen. Blizzard stellt keine Unterstützung für den Warcraft III-Editor zur Verfügung. Aus diesem Editor entstand das heute bekannte MOBA-Genre.

## Rezeption
Warcraft III wurde durch die PC-Spiele-Zeitschrift GameStar mit 93 % „Spielspaß“ ausgezeichnet, das Add-on The Frozen Throne führte zu einer Aufwertung um einen Prozent-Punkt auf 94 %. Dieses war lange Zeit die höchste Benotung, die von GameStar jemals vergeben wurde.
Das Spiel war ein kommerzieller Erfolg. Für 200.000 verkaufte Einheiten im D-A-CH-Raum erhielt Warcraft III den Platin Award des VUD.